# Kurgjärve
Kurgjärve – wieś w Estonii, w prowincji Võru, w gminie Rõuge. Wieś jest położona na terenie obszaru chronionego krajobrazu Haanja (est. Haanja looduspark). W jej sąsiedztwie znajdują się jeziora Kurgjärv, Väikjärv i Vihtla.